# Scytalognatha
Scytalognatha là một chi bướm đêm thuộc họ Tortricidae.

## Các loài
- Scytalognatha abluta Diakonoff, 1956